# 赤古
赤古（?—?），又作赤窟、赤渠、赤驹、赤苦，姓孛思忽兒，弘吉剌氏，特薛禪的孙子，按陈的长子，孛儿帖的内侄，成吉思汗的女婿。
他和父亲随从铁木真统一蒙古诸部。1206年，蒙古建国，他因功被封为千户长（蒙古第85位开国功臣）。娶成吉思汗的第三女秃满伦，被称为古列坚（驸马）。后来跟随攻打金国。1212年，和拖雷攻克德兴府（今河北涿鹿），尽克境内诸城堡。1236年，得到了东平府内民户为食邑。死后追封为宁濮郡王。朱耀廷《成吉思汗传》认为战死在你沙不儿（內沙布爾）的驸马脱忽察儿就是赤古，为他报仇的妻子就是秃满伦。